# 湯木佐知子
湯木 佐知子（ゆき さちこ、1937年 - ）は、株式会社吉兆の役員。かつて存在した吉兆グループの一社であった高級料亭船場吉兆の最後の社長。株式会社吉兆の創業者である湯木貞一の三女。甲南大学経済学部卒。

## 来歴
2007年に発覚した船場吉兆による多数の食品偽装疑惑を受け、同年12月10日に行われた記者会見にて、長男の湯木喜久郎に対して小声で「ないです（と言いなさい）」「頭が真っ白になった」「責任逃れの発言をしてしまいました」などの返答内容を指示し、喜久郎がそのまま発言するという一連の言動がマイクに全て拾われたことで有名になった。ワイドショーなどではこの模様を「腹話術みたいだ」と揶揄され、メディア上では「ささやき女将」と称されるようになった。
佐知子は会見前日、喜久郎とともに弁護士から想定問答のレクチャーを受けていた。しかし、当日の喜久郎は緊張のあまり想定した返答ができなかったため、内容を覚えていた佐知子が「助け船」のつもりで耳打ちをしていた。
営業再開前に行った新経営陣の発表において、船場吉兆の新社長に就任。その一方で、佐知子の夫で創業者湯木貞一の女婿にあたる前社長の湯木正徳や、取締役を務めた息子たちなど、佐知子以外の湯木家親族は全員退任した。
その後、客の食べ残した料理を別の客に流用していたことが判明し、回復傾向にあった客足が再び激減。2008年5月28日、業績回復・再建の見通しが立たず自力での経営再建を断念。同年10月29日、佐知子・正徳が自己破産の申し立てをした。
2008年1月に発表された、東京スポーツ主催「第8回ビートたけしのエンターテインメント賞」において特別賞を受賞したが、担当弁護士を通じて受賞を辞退している。ビートたけしは、ささやきをお笑いとして高く評価し、「あれはコントだよなぁ。あれほんとにやられたら絶対かなわないもの」と述べた。
漫才師の太田光は、何年にもわたり釈明会見を頻繁に漫才のネタにしており「使いまわした人のネタを使いまわしている」などと自虐ネタにすることもある。TBSテレビ「爆報! THE フライデー」にて釈明会見を取り上げた際、湯木自身は太田光に対して好意的な反応を示していることが明かされている。漫才師の塙宣之は「今までで一番面白かった瞬間」として当該映像を挙げており、「間が完璧で時事ネタ漫才師の教科書」と評している。
2016年時点では、次男の湯木尚二が大阪市北新地で経営する日本料理店「湯木」近くのマンションで暮らしている。尚二の店に「船場吉兆」時代の客が予約を入れてくると、佐知子がその客の好みを尚二に教えているという。